# CeeDee Lamb
Cedarian DeLeon 'CeeDee' Lamb - nascido em 8 de abril de 1999 - é um jogador profissional de futebol americano que atua como Wide Receiver pelo Dallas Cowboys na National Football League (NFL). Nasceu em Opelousas na Lusiânia, porém viveu sua vida em Houston, Texas. Sua carreira universitária foi na Universidade de Oklahoma - Oklahoma State - antes de ser selecionado na primeira rodada do Draft de 2020 da NFL na escolha 17 pelo Dallas Cowboys. 

## Vida Pessoal

### Nascimento & Ensino Médio
Lamb nasceu em Opelousas, Luisiana, e viveu em Nova Orleans até que ele e sua família se mudaram para Houston, Texas após os efeitos do Furacão Katrina na cidade em 2005. Mais tarde, ele estudou na John and Randolph Foster High School em Richmond, Texas. Como junior - 11th grade no Ensino Médio Estadunidense - completou 57 recepções para 1,082 jardas e 11 touchdowns. 
Já em seu último ano, senior - 12th grade - em 2016, teve 98 recepções para 2.032 jardas e 33 touchdowns, além de três retornos de punt para touchdowns. Junto ao quarterback Alex Ramart, levou o time a um recorde geral de 14-1, com a única derrota vindo para a Temple High School nas semifinais estaduais. Ele recebeu as honras de Jogador Ofensivo do Ano do Houston Touchdown Club e Jogador Ofensivo do Ano do Houston Chronicle's All-Greater .

### Transição a Universidade
Lamb foi classificado como um recruta 4 estrelas pela 247Sports.com, Rivals.com e ESPN, e tinha ofertas de universidades como a de Alabama e Texas.  Mas, Lamb acabou se comprometendo  a Universidade de Oklahoma em 25 de julho de 2016.

## Universidade

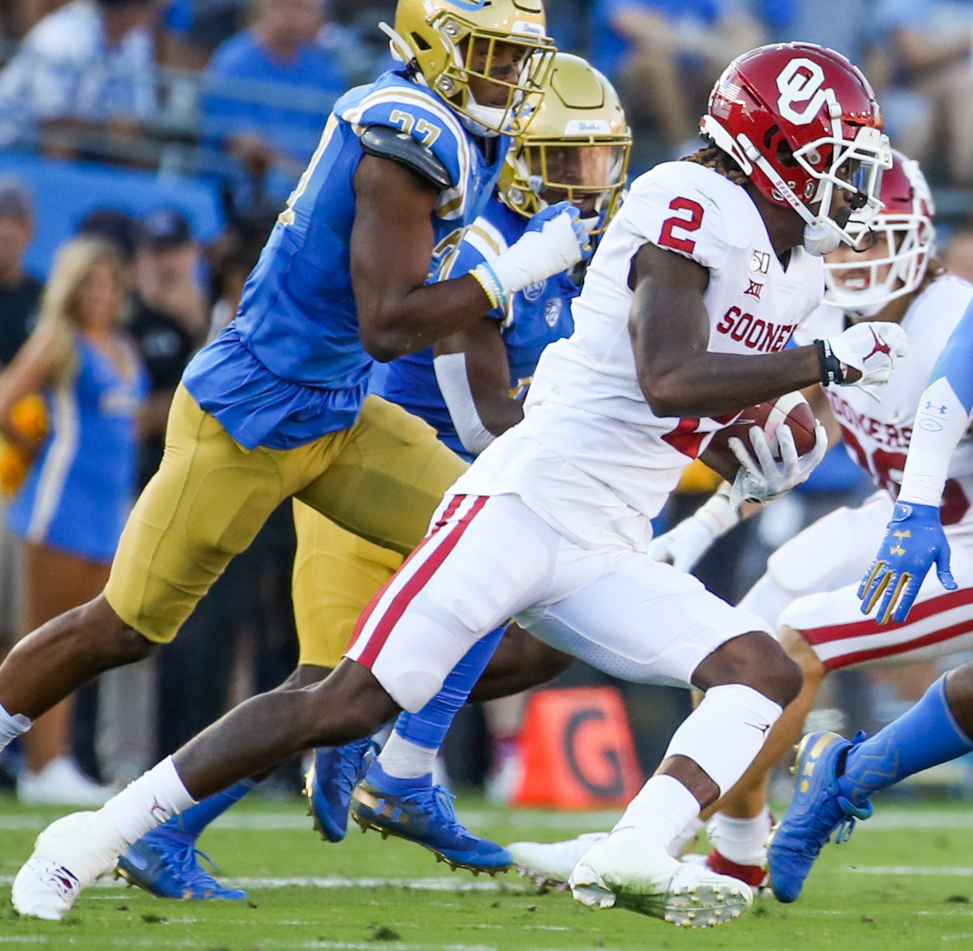
Lamb (#2) em 2019 pela Oklahoma State

Como calouro em Oklahoma State em 2017, recebeu passes do quarterback Baker Mayfield, que viria a ganhar o Troféu Heisman. Lamb participou de todas as 14 partidas, completando 46 recepções - empatado em segundo entre calouros - para 807 jardas - recorde de calouros da universidade - e sete touchdowns - empatou com o recorde de calouros. Lamb bateu recorde de um único jogo para um freshman - estudante no primeiro ano universitário - com nove recepções para 147 jardas de recepção, além de empatar a marca de recepções para touchdown enquanto freshman em uma única partida com duas recepções contra o Texas Tech. Ele recebeu também, uma indicação a equipe Freshman All-American pela ESPN.
Já em seu ano como Sophomore - estudante de secundo ano universitário - seu quarterback titular foi Kyler Murray, que, assim como Mayfield, também venceria o Troféu Heisman. Lamb foi uma peça crucial para a excelente campanha de 12 vitórias e 2 derrotas do Oklahoma Sooners - apelido ao time de futebol americano da Oklahoma State -  e sua aparição nos playoffs. Ele participou de todas as 14 partidas, sendo titular em 13, durante a temporada em que recebeu 65 passes para 1.158 jardas e 11 touchdowns - líder da equipe.  Além disso, foi o retornador de punt da equipe, anotando 17 retornos para 218 jardas e uma média de 12,8 jardas - segundo na Big 12. Por fim, conseguiu 5 partidas com pelo menos 100 jardas recebidas.
Lamb, junto a um de seus companheiros de posição, Marquise Brown, conseguiram, juntos, se tornarem à primeira dupla de Wide Receiver na história da universidade a registrar uma temporada de pelo menos recepção de 1.000 jardas no mesmo ano, cada um. 
O recorde de sua carreira universitária foi em uma partida na qual conseguiu anotar 167 jardas em seis recepções, além de marcar um touchdown na vitória da final da conferência - Big 12 -  por 39-27 contra a equipe Texas Longhorns pertencente à Universidade do Texas. Em número de recepções, por sua vez, seu recorde veio no Orange Bowl em 2018 contra a equipe com melhor classificação - Alabama Crimson Tide. Nesta partida, Lamb anotou 8 recepções para 109 jardas e um touchdown.
Em seu terceiro ano universitário - junior - Lamb recebeu passes do quarterback Jalen Hurt, que terminou em secundo na votação para o Troféu Heisman. Neste ano, ele foi nomeado um dos jogadores da equipe All American, após receber 62 passes para 1.327 jardas e 14 touchdown.  Sua média de 21,4 jardas por recepção foi a maior em uma única temporada por um jogador de Oklahoma State com pelo menos 50 recepções. Além disso, foi um dos finalistas do Prêmio Biletnikoff de melhor receptor de futebol universitário e foi nomeado o jogador mais destacado da final de conferência da Big 12, após anotar 173 jardas em oito recepções - incluindo uma de 71 jardas que deu o primeiro touchdown a equipe - em uma vitória de 30-23 contra a equipe Baylor Bears pertencente a Universidade de Baylor . Na semifinal dos playoffs universitário, no Peach Bowl de 2019 contra a Louisiana State, Lamb teve quatro recepções para 119 jardas (incluindo uma para 51 jardas).  Em 29 de dezembro, ele anunciou que abandonaria seu último ano e entraria no Draft de 2020 da NFL.

### Estatísticas
| Carreira Universitária |                   |                   |                   |           |           |           |           |          |          |          |          |
| Ano                    | Universidade      | Conferência       | Posição           | Recebendo | Recebendo | Recebendo | Recebendo | Correndo | Correndo | Correndo | Correndo |
| Ano                    | Universidade      | Conferência       | Posição           | Rec       | Jardas    | Média     | TD        | Ten      | Jardas   | Média    | TD       |
| 2017                   | Oklahoma State    | Big 12            | WR                | 46        | 807       | 17,5      | 7         | 0        | 0        | -        | 0        |
| 2018                   | Oklahoma State    | Big 12            | WR                | 65        | 1 158     | 17,8      | 11        | 0        | 0        | -        | 0        |
| 2019                   | Oklahoma State    | Big 12            | WR                | 62        | 1 327     | 21,4      | 14        | 9        | 20       | 2,2      | 1        |
| Total da Carreira      | Total da Carreira | Total da Carreira | Total da Carreira | 173       | 3 292     | 19,0      | 32        | 9        | 20       | 2,2      | 1        |

Fonte: Sports-reference.com

## Carreira Profissional
| Dados Pré - Draft                | Dados Pré - Draft | Dados Pré - Draft    | Dados Pré - Draft | Dados Pré - Draft | Dados Pré - Draft | Dados Pré - Draft   | Dados Pré - Draft | Dados Pré - Draft |
| Altura                           | Peso              | Comprimento do braço | Tamanho da mão    | 40-yard dash      | Pulo vertical     | Salto em distância  | Supino            | Wonderlic         |
| -------------------------------- | ----------------- | -------------------- | ----------------- | ----------------- | ----------------- | ------------------- | ----------------- | ----------------- |
| 6 ft 1+5⁄8 in (1.87 m)           | 198 lb (90 kg)    | 32+1⁄4 in (0.82 m)   | 9+1⁄4 in (0.23 m) | 4.50 s            | 34.5 in (0.88 m)  | 10 ft 4 in (3.15 m) | 11 reps           | 12                |
| Todos os Valores da NFL Combine. |                   |                      |                   |                   |                   |                     |                   |                   |

Lamb foi selecionado na 17º escolha geral pelo Dallas Cowboys na primeira rodada do Draft de 2020 da da NFL. Ele foi o terceiro Wide Receiver selecionado, atrás de Henry Ruggs (Las Vegas Raiders, 12º geral) e Jerry Jeudy (Denver Broncos, 15º geral). Em 23 de julho de 2020, Lamb assinou um contrato de quatro anos de US$ 14,01 milhões, com bônus de assinatura de US$ 7,7 milhões e uma opção de quinto ano aos Cowboys.
Estabelecendo-se como um recebedor versátil e veloz, CeeDee Lamb se destacou como o principal recebedor dos Cowboys. Em 26 de agosto de 2024, Lamb assinou um novo contrato de quatro anos, no valor de US$ 136 milhões, com US$ 100 milhões garantidos e um bônus de assinatura de US$ 38 milhões para permanecer em Dallas até a temporada de 2028.

## Estatísticas Profissionais
| Legenda | Legenda                  |
| ------- | ------------------------ |
|         | Liderou a liga           |
| Negrito | Melhor marca da carreira |

### Temporada regular
| Ano      | Time     | Jogos | Jogos   | Recebendo | Recebendo | Recebendo | Recebendo | Recebendo | Correndo | Correndo | Correndo | Correndo | Correndo | Retornando | Retornando | Retornando | Retornando | Retornando | Fumbles | Fumbles  |
| Ano      | Time     | Disp. | Titular | Rec       | Jardas    | Média     | Lng       | TD        | Ten      | Jardas   | Média    | Lng      | TD       | Ret        | Jardas     | Média      | Lng        | TD         | Fum     | Perdidos |
| -------- | -------- | ----- | ------- | --------- | --------- | --------- | --------- | --------- | -------- | -------- | -------- | -------- | -------- | ---------- | ---------- | ---------- | ---------- | ---------- | ------- | -------- |
| 2020     | DAL      | 16    | 14      | 74        | 935       | 12,6      | 52        | 5         | 10       | 82       | 8,2      | 19       | 1        | 25         | 219        | 8,8        | 47E        | 1          | 2       | 1        |
| 2021     | DAL      | 16    | 13      | 79        | 1 102     | 13,9      | 49        | 6         | 9        | 76       | 8,4      | 33       | 0        | 14         | 139        | 9,9        | 21         | 0          | 0       | 0        |
| 2022     | DAL      | 17    | 17      | 107       | 1 359     | 12,7      | 39        | 9         | 10       | 47       | 4,7      | 14       | 0        | —          | —          | —          | —          | —          | 0       | 0        |
| 2023     | DAL      | 17    | 17      | 135       | 1 749     | 13,0      | 92        | 12        | 14       | 113      | 8,1      | 24       | 2        | —          | —          | —          | —          | —          | 3       | 2        |
| 2024     | DAL      | 15    | 15      | 101       | 1 194     | 11,8      | 65        | 6         | 14       | 70       | 5,0      | 18       | 0        | —          | —          | —          | —          | —          | 1       | 1        |
| Carreira | Carreira | 81    | 76      | 496       | 6 339     | 12,8      | 92        | 38        | 57       | 388      | 6,8      | 33       | 3        | 39         | 358        | 9,2        | 47E        | 1          | 6       | 4        |